# Răzeșu, Bacău
Răzeșu este un sat în comuna Glăvănești din județul Bacău, Moldova, România.